# Свириденко Денис Борисович
Свириденко Денис Борисович (02.09.1981, Лозова) — український філософ, дослідник в галузі соціальної філософії та філософії освіти, доктор філософських наук, доцент, професор кафедри методології науки та міжнародної освіти Національного педагогічного університету імені М.П. Драгоманова, заступник голови Міжнародного філософсько-космологічного товариства (МФКТ), заступник головного редактора наукового журналу "Future Human Image".

## Життєпис
Народився 02 вересня 1981 року в місті Лозова Харківської області.
У 1998 році закінчив Лозівську загальноосвітню школу №3.
З 1998 по 2004 рік навчався у Національному аерокосмічному університеті імені М.Є. Жуковського «ХАІ» за спеціальністю «Інформаційні технології проектування».
З 2004 по 2007 рік навчався в аспірантурі ДВНЗ «Переяслав-Хмельницький державний педагогічний університет імені Григорія Сковороди» за спеціальністю «Соціальна філософія та філософія історії».
У 2008 році захистив кандидатську дисертацію на тему: «Феномен віртуальної реальності в європейській філософії на межі ХХ-ХХІ ст. (історико-філософський аналіз)» у Дніпропетровському Національному університеті імені Олеся Гончара.
З 2009 по 2011 рік − доцент кафедри соціальних дисциплін Академії муніципального управління.
У 2011-2012 роках − доцент кафедри філософії і соціальних наук Київського університету туризму економіки та права.
З 2012 по 2015 рік − докторант кафедри соціальної філософії та філософії освіти Національного педагогічного університету імені М.П. Драгоманова.
З 2012 по 2014 рік −  доцент кафедри соціальної філософії та філософії освіти Національного педагогічного університету імені М.П. Драгоманова
З 2014 по 2015 рік  року − доцент кафедри методології та міжнародної освіти Національного педагогічного університету імені М.П. Драгоманова.
У 2015 році захистив докторську дисертацію «Феномен академічної мобільності: соціально-філософський аналіз» у Національному педагогічному університеті імені М.П. Драгоманова
3 2015 року і по теперішній час − професор кафедри методології та міжнародної освіти Національного педагогічного університету імені М.П. Драгоманова.
Є автором більш ніж 50 наукових праць та членом редколегії журналів  "Philosophy and Cosmology", "Future Human Image", «Studia Warminskie» [Архівовано 20 червня 2017 у Wayback Machine.], «Гілея». 
Коло наукових інтересів: соціальні трансформації ХХ-ХХІ ст. та їх вплив на освітні системи; академічна мобільність як освітній феномен; постколоніальні студії у сучасній вищій освіті.  

## Ключові наукові праці
- Svyrydenko D. Divided Universities: The Postcolonial Experience of Contemporary Ukrainian Higher Education − Future Human Image. − Vol. 7. − 2017. −  pp. 128-134. [Архівовано 2 грудня 2017 у Wayback Machine.]
- Gomilko O., Svyrydenko D., Terepyshchyi S. Hybridity in the Higher Education of Ukraine: Global Logic or Local Idiosyncrasy? − Philosophy and Cosmology − Kyiv, 2016. − Vol.17 − pp. 177-199. [Архівовано 2 грудня 2017 у Wayback Machine.]
- Освіта у глобальному вимірі / В. Андрущенко, В. Савельєв, Д. Свириденко, С. Терепищий. – К.: «МП Леся», 2017. – 516 с.
- Svyrydenko D. Mobility Turn in Contemporary Society as an Educational Challenge. − Future Human Image. − Vol. 3 (6). − 2016. −  pp. 102-108. [Архівовано 2 грудня 2017 у Wayback Machine.]
- Андрущенко В., Свириденко Д. Академічна мобільність в українському просторі вищої освіти: реалії, виклики та перспективи розвитку / В. Андрущенко, Д. Свириденко // Вища освіта України: теоретичний та науково-методичний часопис. − №2 (61). − 2016. − С. 5-11.
- Svyrydenko D. Globalization as a factor of academic mobility processes expanding. − Philosophy and Cosmology − 2015. − Vol.14 − pp. 223-235. [Архівовано 2 грудня 2017 у Wayback Machine.]
- Svyrydenko D. The Potential of Transgressive Pedagogy at the Processes of Academic Mobility Ideas Implementation. − Studia Warmińskie − Issue 51. − Olsztyn, 2014. − pp. 43-51.
- Svyrydenko D. Higher education in the face of XXI century challenges − Philosophy and Cosmology − 2014. − Vol.12 − pp. 258-263. [Архівовано 2 грудня 2017 у Wayback Machine.]
- Свириденко Д.Б. Академічна мобільність: відповідь на виклики глобалізації: монографія / Д.Б. Свириденко. − К.: Вид-во НПУ імені М.П. Драгоманова, 2014. − 279 с. [Архівовано 11 липня 2019 у Wayback Machine.]
- Свириденко Д. Б. Ідея університету в ХХІ столітті: контекст академічної мобільності / Д.Б. Свириденко // Актуальні проблеми історії, теорії та практики художньої культури: [зб. наук. праць; вип. XXXII]. – К.: Міленіум, 2014. – С. 36-42.
- Свириденко Д.Б. Европейское университетское образование в ХХІ веке: анализ социокультурного контекста / Д.Б. Свириденко // Gənc alimlərin əsərləri (Труды молодых учёных) −  Баку, 2014. − №10. − С. 54-57.
- Свириденко Денис. Виртуальная академическая мобильность в контексте глобализации высшего образования / Денис Свириденко // Intercultural communications (Межкультурные коммуникации). Международное научно-периодическое издание. − Тбилиси, 2014. − №23. − С. 94-99
- Свириденко Д.Б. Академічна мобільність в дискурсі глобалізації вищої освіти / Д.Б. Свириденко // Наукові записки Київського університету туризму, економіки і права. Серія: філософські науки. / Гол. ред. В.С.Пазенок. – К.: КУТЕП, 2012. – Випуск 13 – С. 141-149
- Свириденко Д.Б. Феномен глобалізації як вимір сучасної вищої освіти / Д.Б. Свириденко // Наукові записки Київського університету туризму, економіки і права. Серія: філософські науки. / Гол. ред. В.С.Пазенок. – К.: КУТЕП, 2011. – Випуск 11 – С.222-229.
- Свириденко Д.Б. Феномен віртуальної реальності в європейській філософії на межі XX-XXI ст. (історико-філософський аналіз): дис. ... канд. філос. наук : 09.00.05 / Свириденко Денис Борисович; Переяслав-Хмельниц. держ. пед. ун-т ім. Г. Сковороди. − Д., 2008. − 190 арк.
- Свириденко Д.Б. Віртуальна реальність та проблеми її методологічного аналізу / Д.Б. Свириденко // Філософія і соціологія в контексті сучасної культури. Збірник наукових праць. – Д.: ДНУ, 2007. - С.367-372.
- Свириденко Д.Б. Класифікація методів дослідження феномену комп’ютерної віртуальної реальності / Д.Б. Свириденко // Гуманітарні студії. Збірник наукових праць. Вип. 2 – К.: КНУ, 2007. – С.121-126.